# Borrel (Einheit)
Borrel war ein Längenmaß in Cochin in Malabar und galt als der malabarische Zoll.  
- 1 Borrel = 3,076 Zentimeter
- Travancore: 24 Borrels = 1 Kole/Kohl = 327,258 Pariser Linien = 0,73824 Meter[1]